# Richard Cœur de Lion (opéra-comique)
Pour les articles homonymes, voir Richard Cœur de Lion (homonymie) et Lion (homonymie).
Versions successives
- La deuxième version, en quatre actes, fut donnée au château de Fontainebleau le 25 octobre 1785
- La troisième version, en trois actes, fut donnée à la Comédie-Italienne le 29 décembre 1785

Personnages
- Blondel, un troubadour (ténor)
- Laurette (soprano)
- Richard Cœur-de-lion (ténor)

Airs
- Ô Richard, ô mon roi ! (Blondel)
- Je crains de lui parler la nuit (Laurette)
- Si l'univers entier m'oublie (Richard)

Richard Cœur de Lion est un opéra-comique composé par André Grétry sur un livret de Michel-Jean Sedaine. Cette œuvre se situe au sommet de la carrière de Grétry et est « peut-être le plus universellement connu des operas-comiques du XVIIIe siècle ».
L'histoire prend sa source dans la légende de la captivité du roi Richard Ier d'Angleterre.

## Historique
La première a eu lieu à la Comédie-Italienne, à Paris, le 21 octobre 1784, dans une version en trois actes. Une autre version en quatre actes a été donnée au château de Fontainebleau le 25 octobre 1785, et plus tard, à Paris le 21 décembre. Très mal reçue, vite remaniée, une nouvelle version définitive en trois actes a bientôt été représentée à la Comédie-Italienne le 29 décembre. Celle-ci a enfin obtenu un vif succès. Elle est entrée, depuis, au répertoire de l'Opéra-Comique, comptant au total, jusqu'en 1827, 485 représentations. En 1841 Adolphe Adam élabore une nouvelle instrumentation pour la reprise, toujours à l'Opéra-Comique. Dans les décennies suivantes jusqu'en 1910, on enregistre plus de 600 représentations dans le théâtre parisien. D'autres (302) ont eu lieu au Théâtre-Lyrique, toujours dans la capitale, entre 1856 et 1868.

## Rôles
| Rôle                                     | Type de voix | Première distribution , 21 octobre 1784   |
| ---------------------------------------- | ------------ | ----------------------------------------- |
| Richard Cœur-de-Lion, roi d'Angleterre   | ténor        | Philippe Cauvy                            |
| Blondel, un trouvère                     | ténor        | Clairval                                  |
| Laurette                                 | soprano      | Madame Dugazon                            |
| Sir Williams                             | basse-taille | Pierre-Marie Narbonne                     |
| Florestan                                | basse        | Philippe-Thomas Ménier                    |
| Mathurin                                 | ténor        |                                           |
| Urbain                                   | basse-taille |                                           |
| Guillot                                  | ténor        |                                           |
| Charles                                  | ténor        |                                           |
| Un paysan                                | basse-taille |                                           |
| Béatrix                                  | soprano      | Mlle Desforges (Angélique Erbennert)      |
| Antonio, rôle travesti                   | soprano      | Rosalie de Saint-Évreux                   |
| Marguerite d'Alsace, comtesse de Flandre | soprano      | Marie-Thérèse-Théodore Rombocoli-Riggieri |
| Madame Mathurin                          | soprano      |                                           |
| Colette                                  | soprano      |                                           |
| Le sénéchal                              | rôle parlé   | M. Courcelle                              |

## Intrigue

### Acte I
De retour de la Troisième croisade, le roi Richard Cœur de Lion est emprisonné par Léopold V d'Autriche. Blondel, qui recherche le Plantagenêt pour le libérer, se déguise en troubadour aveugle et arrive enfin au château de Linz où il rencontre Sir Williams et sa fille Laurette, deux compatriotes qui lui indiquent qu'un prisonnier inconnu habite le château. Laurette est amoureuse du gouverneur de cette place, Florestan. La comtesse de Flandre, Marguerite d'Alsace, amoureuse du roi anglais, arrive elle aussi et reconnaît Blondel à une romance que le roi avait composée pour elle.

### Acte II
Richard se souvient de Marguerite « Si l'univers entier m'oublie ». Blondel, qui se doute que le prisonnier est son roi, chante au pied du château Une fièvre brûlante. Le roi Richard reconnaît la musique et tente de communiquer avec Blondel. Lors d'une fête, Florestan, qui a déclaré par un billet sa flamme à Laurette, est arrêté par Sir Williams et le Roi peut être libéré.

## L'œuvre et son influence
Richard Cœur-de-Lion est le premier opéra-comique comportant un air récurrent qui sera repris de manière différente à sept reprises tout au long de l'œuvre. C’est aussi un des tout premiers opéras historiques. Grétry continuera ensuite avec Pierre le Grand en 1790 et Guillaume Tell en 1791.
- L'air de Blondel Ô Richard, Ô mon roi ! deviendra un air royaliste très populaire pendant la Révolution française.

- L'air de Laurette Je crains de lui parler la nuit a été repris par Tchaïkovski dans l'opéra La Dame de Pique.

- Les plus célèbres mesures de ce même air de Laurette se retrouvent, réminiscence consciente ou inconsciente, chez Maurice Yvain : dans la chanson Sur la route qui va, qui va, qui va, de son  opérette Chanson gitane.

- Le duo de Blondel et de Richard Une fièvre brûlante du deuxième acte a été repris par Jacques Offenbach dans Le Financier et le Savetier, en 1856, pour devenir Le jeu, fièvre brûlante. On en trouve également une citation dans les deux Choristes de Frédéric Barbier. Ce thème a également été utilisé par Beethoven dans ses huit variations WoO 72 ; par Mozart dans ses sept variations.

En 1786, Thomas Linley père mettra en musique un Richard Cœur de Lion, semi-opéra sur un texte de John Burgoyne.

## Discographie
- Richard Cœur de Lion - Charles Burles (Richard), Michel Trempont (Blondel), Mady Mesplé (Laurette), Danièle Perriers (Marguerite), Jacqueline Sternotte (Antonio) - Chœurs et Orchestre de Chambre de la Radio Télévision belge, dirigé par Edgard Doneux, EMI Classics, 1979.

## Éditions
- Richard Coeur-de-Lion. Comédie en trois actes : livret, Paris (lire en ligne sur Gallica).
- Air de Blondel Ô Richard, ô mon roi !
- Duo de Blondel et de Richard Une fièvre brûlante